# Vũ Thị Hoa
Vũ Thị Hoa (sinh ngày 6 tháng 11 năm 2003) là cầu thủ bóng đá thi đấu ở vị trí tiền đạo cho Hà Nội Watabe và đội tuyển bóng đá nữ quốc gia Việt Nam. Hoa giành được giải cầu thủ nữ trẻ xuất sắc nhất năm 2022 của Việt Nam.

## Danh hiệu

### Câu lạc bộ
Hà Nội I
- Giải bóng đá nữ Vô địch Quốc gia: 
  - Á quân: 2022
- Cúp Quốc gia: 
  - Á quân: 2022, 2023

U–19 Hà Nội
- Giải bóng đá nữ vô địch U-19 Quốc gia:
  - Vô địch: 2019, 2020, 2022
  - Á quân: 2021

### Quốc tế
Đội tuyển Việt Nam
- Đại hội Thể thao Đông Nam Á:
  - Huy chương vàng: 2023

U–15 Việt Nam
- Giải vô địch bóng đá U-15 nữ Đông Nam Á:
  - Huy chương đồng: 2018

### Cá nhân
- Cầu thủ trẻ nữ xuất sắc nhất năm Việt Nam: 2022
- Vua phá lưới Giải bóng đá nữ Vô địch Quốc gia: 2022
- Vua phá lưới Giải bóng đá nữ vô địch U-19 Quốc gia: 2021, 2022